# Condado de Otsego (Nueva York)
El condado de Otsego (en inglés: Otsego County) fundado en 1791 es un condado en el estado estadounidense de Nueva York. En el 2000 el condado tenía una población de 61,676 habitantes en una densidad poblacional de 24 personas por km². La sede del condado es Cooperstown.

## Geografía
Según la Oficina del Censo, el condado tiene un área total de 2629 km² (1015,1 mi²), de la cual 2598 km² (1003,1 mi²) es tierra y 31 km² (12,0 mi²) (1.21%) es agua.

### Condados adyacentes
- Condado de Herkimer - norte
- Condado de Montgomery - este
- Condado de Schoharie -este
- Condado de Delaware - sur
- Condado de Chenango - suroeste
- Condado de Oneida - noroeste
- Condado de Madison - noroeste

## Demografía
En el 2000 la renta per cápita promedia del condado era de $33,444, y el ingreso promedio para una familia era de $41,110. En 2000 los hombres tenían un ingreso per cápita de $29,988 versus $22,609 para las mujeres. El ingreso per cápita para el condado era de $16,806. Alrededor del 14.90% de la población estaba bajo el umbral de pobreza nacional.

## Localidades
| Burlington    |                            |
| Butternuts    | Villa de Gilbertsville     |
| Cherry Valley | Villa de Cherry Valley     |
| Decatur       |                            |
| Edmeston      |                            |
| Exeter        |                            |
| Hartwick      |                            |
| Laurens       | Villa de Laurens           |
| Maryland      |                            |
| Middlefield   |                            |
| Milford       | Villa de Milford           |
| Morris        | Villa de Morris            |
| New Lisbon    |                            |
| Oneonta       | Ciudad de Oneonta          |
| Otego         | Villa de Otego             |
| Otsego        | Villa de Cooperstown       |
| Pittsfield    |                            |
| Plainfield    |                            |
| Richfield     | Villa de Richfield Springs |
| Roseboom      |                            |
| Schenevus     |                            |
| Springfield   |                            |
| Unadilla      | Villa de Unadilla          |
| West End      |                            |
| Westford      |                            |
| Worcester     |                            |